# Pic Dourmidou
Le pic Dourmidou (ou Tuc Dourmidou ou encore simplement Dourmidou, el Dormidor en catalan) est un sommet des Pyrénées françaises, au nord du massif du Madrès. Il se situe à la limite des départements de l'Aude au nord (communes de Counozouls, Sainte-Colombe-sur-Guette et Montfort-sur-Boulzane) et des Pyrénées-Orientales au sud (commune de Mosset). C'est aussi le tripoint des bassins versants des fleuves Agly, Têt et Aude.
Il est situé à la limite de deux parcs naturels régionaux : celui des Pyrénées catalanes au sud-est, et celui des Corbières-Fenouillèdes — dont il est le point culminant — à l'est.

## Toponymie
Le nom du pic provient  du latin Dormitorium, qui signifie « chambre à coucher », il désigne un lieu où les troupeaux viennent dormir, l'été,.